# Orion (foguete)

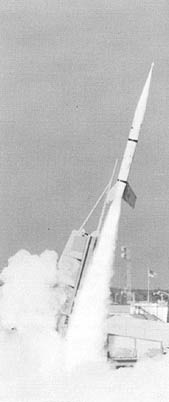
Um dos primeiros foguetes Orion (HAWK na época) logo após o lançamento.

Orion é um pequeno foguete de sondagem de origem Norte americana, com apenas um estágio. É um foguete não guiado, estabilizado aerodinamicamente por intermédio de três aletas enflechadas (quatro na versão mais atual), movido a combustível sólido.

## Origens
O foguete Orion, foi baseado no motor  do míssil HAWK, amplamente disponível como sobra de estoque do Exército dos Estado Unidos a partir da sua decadência como míssil em 1994 e a saída de serviço em 2002.
Originalmente, foi usado o mesmo nome usado pelo exército: HAWK (uma sigla para: "Homing All the Way Killer"), mas rapidamente foi substituído por Orion, para não relacioná-lo com uma arma tão destrutiva. Em maio de 1974, esse modelo voou pela primeira vez, e em dezembro daquele mesmo ano, foram realizados mais dois voos de teste bem sucedidos.
Como o motor possuía duas granulações de combustível, isso permitia dois níveis de empuxo durante o voo, sendo 5 segundos de impulsão e 20 segundos de sustentação a 7 kN. As três aletas na base eram inclinadas para trás estabilizando o veículo por rotação (4 por segundo).

## Construção e Uso
O Orion construído na Wallops Flight Facility que faz parte do Goddard Space Flight Center da NASA, também é bastante utilizado como estágio superior em outros foguetes de sondagem.

## Carga Útil
A carga útil padrão para o Orion tem um diâmetro de 36 cm e utiliza coifas de vários formatos cônicos. A altura normal dessas cargas varia de 1,8 a 2,5 metros, se bem que essa não é a altura máxima admitida. Cargas úteis com apenas 11 cm de diâmetros chegaram a voar no Orion.
As características de melhor performance eram obtidas com cargas úteis de massa entre 38 e 68 kg. Por padrão eram incluídos: uma coifa separável por um sistema de dobradiças e um sistema de ignição específico. Sistemas de separação podiam ser fornecidos para separar a carga útil do motor durante a subida.

## Improved Orion

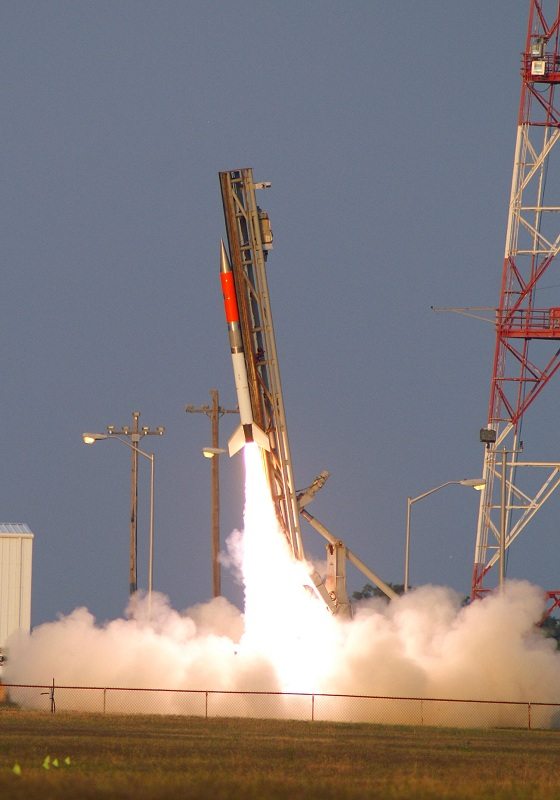
Um foguete Improved Orion logo após o lançamento.

Muito rapidamente, foi desenvolvida uma versão mais potente desse foguete, chamada Improved Orion, que tomou o lugar da anterior e com as seguintes características:
- Altura: 5,6 m
- Diâmetro: 35 cm
- Massa total: 400 kg
- Carga útil: 38 kg
- Apogeu: 85 km

Da mesma forma, o motor com  duas granulações de combustível, permitia dois níveis de empuxo durante o voo, sendo: 84,5 kN nos primeiros 4 segundos de impulsão e cerca de 13 kN por 25 segundos de sustentação. A estabilidade por rotação passou a ser executada por quatro aletas enflexadas. Esta versão é bem popular ainda hoje, não só como foguete de sondagem individual, mas também como estágio superior em outras combinações.